# バリューワン (企業)
株式会社バリューワン（英称：ValueOne Co., Ltd.）は、渋谷区にあるスマートデバイスを中心とした販促総合コンサルティング会社。
本社は東京都渋谷区3-28-13 渋谷新南口ビル内に所在する。

## サービス
提供している主なサービスは、8種類と多岐にわたる。
●お店のオリジナルアプリを作成できる『AppliMover（アプリムーバー）』
●４デバイス対応のサイト構築CMS『SmartMover（スマートムーバー）』
●ビジネス向けLINEアカウント『LINE公式アカウント』の導入・運用支援
●オンライン連動キャンペーンの企画からシステム構築までを行う『O2Oキャンペーン支援』
●メール配信や顧客管理機能などを備えた多機能型CRMツール『MailMover（メールムーバー）』
●WEBやメルマガの制作代行、運用支援を行う『オウンドメディア支援』
●BtoB向け求人オウンドメディア（採用支援システム）の開発支援
●キャッシュレス決済支援「StarPay」 QRコードマルチ決済サービス

## 沿革
2016年7月-　株式会社クラブネッツモバイルソリューション事業部を分社し設立。
(参考：株式会社クラブネッツ 沿革）https://www.clubnets.jp/company_history.html

## 関連会社
- クラブネッツ（親会社）